# Campionati europei di canottaggio 2025
I campionati europei di canottaggio 2025 sono stati la 82ª edizione della manifestazione. Si sono svolti dal 29 maggio al 1º giugno 2025 a Plovdiv, in Bulgaria.

## Podi

### Uomini
| Evento                  | Oro | Argento | Bronzo |
| Singolo                 | Atleti Individuali Neutrali Yauheni Zalaty | Grecia Stefanos Ntouskos | Romania Mihai Chiruță |
| Due senza               | Romania Florin Arteni-Fîntînariu Florin Lehaci | Italia Nunzio Di Colandrea Giovanni Codato | Spagna Jaime Canalejo Pazos Javier García Ordóñez |
| Due di coppia           | Polonia Mirosław Ziętarski Mateusz Biskup | Romania Andrei-Sebastian Cornea Marian Enache | Irlanda Fintan McCarthy Konan Pazzaia |
| Quattro senza           | Romania Stefan Constantin Berariu Sergiu Vasile Bejan Andrei Mandrila Ciprian Tudosa                                                                     | Croazia Patrik Loncaric Anton Loncaric Martin Sinkovic Valent Sinkovic                                                                                    | Francia Armand Pfister Nikola Kolarevic Valentin Onfroy Teo Rayet |
| Quattro di coppia       | Regno Unito Cedol Dafydd Callum Dixon Matthew Haywood Rory Harris                                                                                        | Paesi Bassi Mats van Sabben Lucas Keijzer Simon van Dorp Gert-Jan van Doorn                                                                               | Polonia Dominik Czaja Piotr Plominski Jakub Wozniak Konrad Domanski |
| Otto                    | Regno Unito William Stewart Matthew Rowe Miles Beeson Fergus Woolnough David Bewicke-Copley Samuel Nunn Matthew Aldridge Archie Drummond William Denegri | Paesi Bassi Leonard van Lierop Jorn Salverda Eli Brouwer Olav Molenaar Wibout Rustenburg Guillaume Krommenhoek Jan van der Bij Mick Makker Jonna de Vries | Italia Davide Comini Salvatore Monfrecola Francesco Pallozzi Alfonso Scalzone Giovanni Abagnale Alessandro Gardino Nunzio di Colandrea Giovanni Codato Alessandra Faella |
| Pesi leggeri            | | | |
| Singolo                 | Fabio Kress | Halil Kaan Köroğlu | Mikita Karneyeu |
| Due senza               | Germania Joachim Agne Finn Wolter | Austria Elias Hautsch Mathias Mair | Non assegnato |
| Due di coppia           | Germania Maximilian Aigner Alexander Aigner | Georgia Davit Lashkareishvili Giorgi Kanteladze | Moldavia Nichita Naumciuc Dmitrii Zincenco |
| Specialità paralimpiche | | | |
| PR1 M1x                 | Benjamin Pritchard | Roman Polianskyi | Giacomo Perini |

### Donne
| Evento                  | Oro | Argento | Bronzo |
| Singolo                 | Regno Unito Lauren Henry | Irlanda Fiona Murtagh | Danimarca Frida Sanggaard Nielsen |
| Due senza               | Romania Maria-Magdalena Rusu Simona Radiș | Italia Laura Meriano Alice Codato | Regno Unito Eleanor Brinkhoff Megan Slabbert |
| Due di coppia           | Paesi Bassi Roos de Jong Tessa Dullemans | Grecia Dímitra Kontú Zoí Fitsiu | Romania Andrada-Maria Moroșanu Mariana-Laura Dumitru                                                                                              |
| Quattro senza           | Paesi Bassi Nika Vos Linn van Aanholt Ymkje Clevering Tinka Offereins                                                                        | Romania Nicoleta-Ancuța Bodnar Maria Lehaci Adriana Adam Amalia Bereș                                                                                 | Regno Unito Daisy Bellamy Lauren Irwin Martha Birtles Heidi Long                                                                                  |
| Quattro di coppia       | Regno Unito Sarah McKay Lola Anderson Cameron Nyland Rebecca Wilde                                                                           | Germania Sarah Wibberenz Frauke Hundeling Lisa Gutfleisch Pia Greiten                                                                                 | Paesi Bassi Lisa Bruijnincx Lisanne van der Leij Margot Leeuwenburgh Willemijn Mulder                                                             |
| Otto                    | Regno Unito Eleanor Brinkhoff Daisy Bellamy Amelia Standing Juliette Perry Lauren Irwin Martha Birtles Heidi Long Megan Slabbert Jack Tottem | Paesi Bassi Linn van Aanholt Nika Johanna Vos Claire de Kok Ilse Kolkman Hermine Drenth Vera Sneijders Ymkje Clevering Tinka Offereins Dieuwke Fetter | Italia Clara Guerra Elisa Mondelli Stefania Gobbi Giorgia Pelacchi Silvia Terrazzi Kiri English-Hawke Laura Meriano Alice Codato Emanuele Capponi |
| Pesi leggeri            | | | |
| Singolo                 | Lara Tiefenthaler | Maia Lund | Mariya Zhovner |
| Specialità paralimpiche | | | |
| PR1 W1x                 | Anna Sheremet | Eva Mol | Claire Ghiringhelli |

### Misti
| Evento                  | Oro                                    | Argento                                   | Bronzo                                  |
| Specialità paralimpiche |                                        |                                           |                                         |
| PR2 Mix2x               | Germania Jasmina Bier Paul Umbach      | Ucraina Anna Aisanova Iaroslav Koiuda     | Israele Shahar Milfelder Saleh Shahin   |
| PR3 Mix2+               | Germania Kathrin Marchand Valentin Luz | Regno Unito Samuel Murray Annabel Caddick | Ucraina Dariia Kotyk Stanislav Samoliuk |

## Medagliere
| Posiz. | Nazione                     | Oro | Argento | Bronzo | Totale |
| ------ | --------------------------- | --- | ------- | ------ | ------ |
| 1      | Regno Unito                 | 6   | 1       | 2      | 9      |
| 2      | Germania                    | 5   | 1       | 0      | 6      |
| 3      | Romania                     | 3   | 2       | 2      | 7      |
| 4      | Paesi Bassi                 | 2   | 4       | 1      | 7      |
| 5      | Ucraina                     | 1   | 2       | 1      | 4      |
| 6      | Austria                     | 1   | 1       | 0      | 2      |
| –      | Atleti Individuali Neutrali | 1   | 0       | 2      | 3      |
| 7      | Polonia                     | 1   | 0       | 1      | 2      |
| 8      | Italia                      | 0   | 3       | 3      | 6      |
| 9      | Grecia                      | 0   | 2       | 0      | 2      |
| 10     | Croazia                     | 0   | 1       | 0      | 1      |
| 10     | Georgia                     | 0   | 1       | 0      | 1      |
| 10     | Norvegia                    | 0   | 1       | 0      | 1      |
| 10     | Turchia                     | 0   | 1       | 0      | 1      |
| 14     | Danimarca                   | 0   | 0       | 1      | 1      |
| 14     | Francia                     | 0   | 0       | 1      | 1      |
| 14     | Irlanda                     | 0   | 0       | 1      | 1      |
| 14     | Israele                     | 0   | 0       | 1      | 1      |
| 14     | Moldavia                    | 0   | 0       | 1      | 1      |
| 14     | Spagna                      | 0   | 0       | 1      | 1      |
| 14     | Svizzera                    | 0   | 0       | 1      | 1      |
| Totale | Totale                      | 20  | 20      | 19     | 59     |